# Lucero (animal)

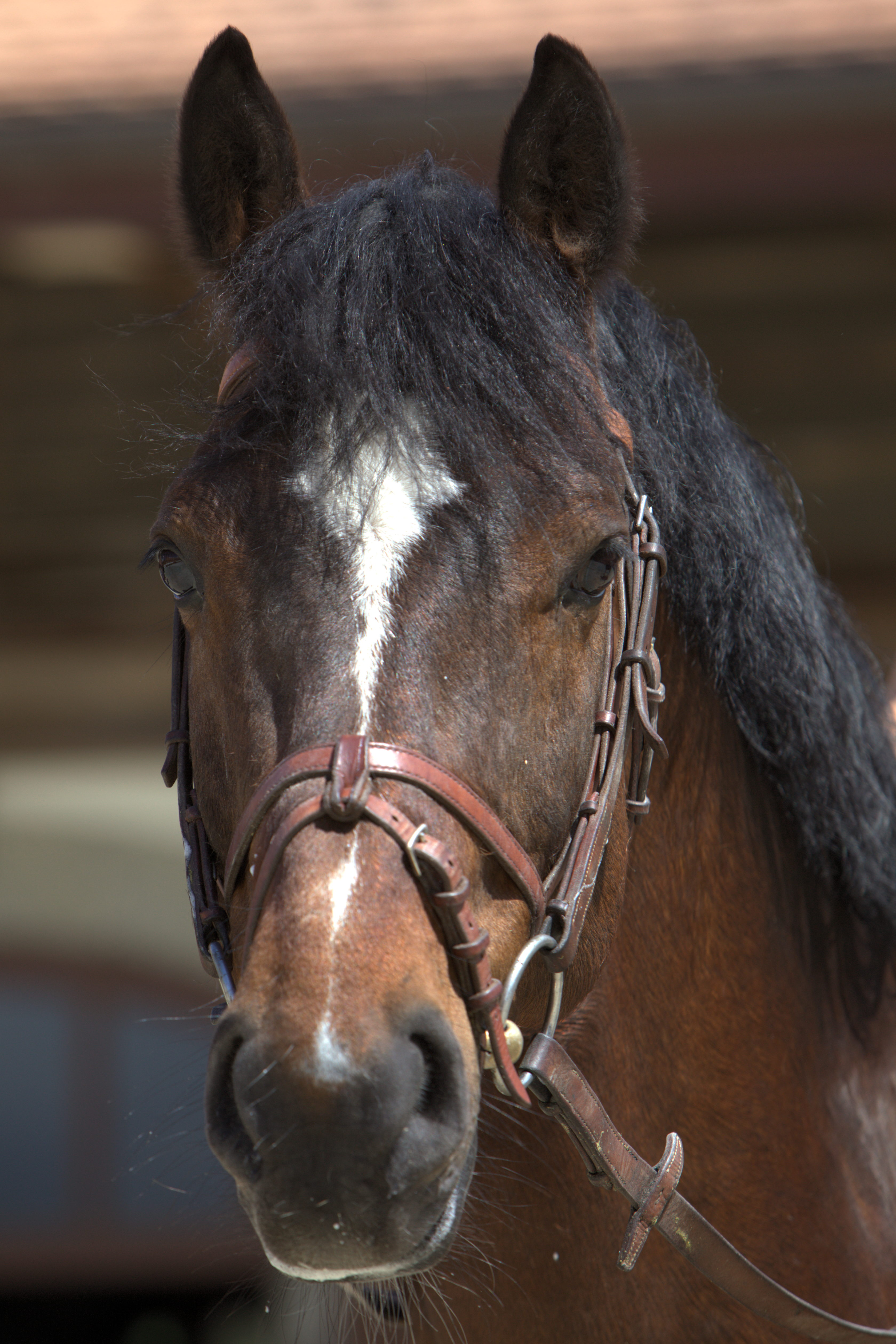
Caballo lucero prolongado

Se llama lucero al toro o caballo con una mancha de pelos blancos en la frente que ocupa más extensión que en la estrella. 

## Tipos
- Lucero corrido. Cuando los pelos blancos forman una raya que se extiende hasta cerca de la mita de los huesos de la nariz
- Lucero perdido. Cuando los pelos blancos se interrumpen en esta parte y aparecen en el extremo inferior de dichos huesos
- Lucero prolongado. Cuando no pierden su continuidad y se extienden hasta cerca del borde del labio anterior
- Si ocupa el borde de los dos labios, lucero prolongado y bebe
- La raya de pelos blancos de que acabamos de hablar toma generalmente el nombre de cordón